# Рослини Хмельницької області, занесені до Червоної книги України
Список рослин Хмельницької області, занесених до Червоної книги України.

## Статистика
До списку входить 113 видів рослин, з них:
- Судинних рослин — 108;
- Мохоподібних — 1;
- Водоростей — 0;
- Лишайників — 3;
- Грибів — 1.

Серед них за природоохоронним статусом: 
- Вразливих — 56;
- Рідкісних — 22;
- Недостатньо відомих  — 0;
- Неоцінених — 22;
- Зникаючих — 13;
- Зниклих у природі — 0;
- Зниклих — 0.

## Список видів
| № п/п | Українська назва виду                                  | Латинська назва виду                                                 | Природоохоронний статус | Група           |
| ----- | ------------------------------------------------------ | -------------------------------------------------------------------- | ----------------------- | --------------- |
| 1     | Аконіт Бессера                                         | Aconitum besserianum Andrz. ex Trautv.                               | Вразливий               | Судинні рослини |
| 2     | Аконіт несправжньо-протиотруйний                       | Aconitum pseudanthora Błocki ex Pacz.                                | Вразливий               | Судинні рослини |
| 3     | Аспленій чорний                                        | Asplenium adiantumnigrum L.                                          | Рідкісний               | Судинні рослини |
| 4     | Астрагал французький                                   | Astragalus monspessulanus L.                                         | Вразливий               | Судинні рослини |
| 5     | Астрагал понтійський                                   | Astragalus ponticus Pall.                                            | Вразливий               | Судинні рослини |
| 6     | Баранець звичайний                                     | Huperzia selago (L.) Bernh. ex Schrank et Mart.                      | Неоцінений              | Судинні рослини |
| 7     | Беладонна звичайна                                     | Atropa belladonna L.                                                 | Вразливий               | Судинні рослини |
| 8     | Береза темна                                           | Betula obscura А.Kotula                                              | Рідкісний               | Судинні рослини |
| 9     | Берека (горобина берека)                               | Sorbus torminalis (L.) Crantz                                        | Неоцінений              | Судинні рослини |
| 10    | Билинець довгорогий                                    | Gymnadenia conopsea (L.) R.Br.                                       | Вразливий               | Судинні рослини |
| 11    | Билинець найзапашніший                                 | Gymnadenia odoratissima (L.) Rich.                                   | Зникаючий               | Судинні рослини |
| 12    | Білопечериця довгокоренева                             | Leucoagaricus macrorhizus Locq. ex Horak                             | Зникаючий               | Гриби           |
| 13    | Бровник однобульбовий (герміній однобульбовий)         | Herminium monorchis (L.) R. Br.                                      | Зникаючий               | Судинні рослини |
| 14    | Бруслина карликова                                     | Euonymus nana М. Bieb.                                               | Вразливий               | Судинні рослини |
| 15    | Булатка великоквіткова                                 | Cephalanthera damasonium (Mill.) Druce                               | Рідкісний               | Судинні рослини |
| 16    | Булатка довголиста                                     | Cephalanthera longifolia (L.) Fritsch                                | Рідкісний               | Судинні рослини |
| 17    | Верба Старке                                           | Salix starkeana Willd.                                               | Вразливий               | Судинні рослини |
| 18    | Вовче лико пахуче (боровик)                            | Daphne cneorum L.                                                    | Вразливий               | Судинні рослини |
| 19    | Водяний горіх плаваючий                                | Trapa natans L. s.l.                                                 | Неоцінений              | Судинні рослини |
| 20    | Гвоздика несправжньопізня                              | Dianthus pseudoserotinus Błocki                                      | Вразливий               | Судинні рослини |
| 21    | Глевчак однолистий (малаксис однолистий)               | Malaxis monophyllos (L.) Sw.                                         | Вразливий               | Судинні рослини |
| 22    | Гніздівка звичайна                                     | Neottia nidus-avis (L.) Rich.                                        | Неоцінений              | Судинні рослини |
| 23    | Горицвіт весняний                                      | Adonis vernalis L.                                                   | Неоцінений              | Судинні рослини |
| 24    | Гронянка півмісяцева (ключ-трава)                      | Botrychium lunaria (L.) Sw.                                          | Вразливий               | Судинні рослини |
| 25    | Дев'ятисил осотовий                                    | Carlina cirsioides Klokov                                            | Вразливий               | Судинні рослини |
| 26    | Жостір фарбувальний                                    | Rhamnus tinctoria Waldst. et Kit.                                    | Рідкісний               | Судинні рослини |
| 27    | Зіновать біла, рокитничок білий                        | Chamaecytisus albus (Hacq.) Rothm.                                   | Вразливий               | Судинні рослини |
| 28    | Зіновать Блоцького, рокитничок Блоцького               | Chamaecytisus blockianus (Pawł.) Klásk.                              | Рідкісний               | Судинні рослини |
| 29    | Зіновать Пачоського, рокитничок Пачоського             | Chamaecytisus paczoskii (V. Krecz.) Klásk.                           | Рідкісний               | Судинні рослини |
| 30    | Зіновать подільська, рокитничок подільський            | Chamaecytisus podolicus (Błocki) Klásk.                              | Вразливий               | Судинні рослини |
| 31    | Змієголовник австрійський                              | Dracocephalum austriacum L.                                          | Вразливий               | Судинні рослини |
| 32    | Зозулинець прикрашений                                 | Orchis signifera Vest                                                | Зникаючий               | Судинні рослини |
| 33    | Зозулинець чоловічий                                   | Orchis mascula (L.) L.                                               | Вразливий               | Судинні рослини |
| 34    | Зозулинець шоломоносний                                | Orchis militaris L.                                                  | Вразливий               | Судинні рослини |
| 35    | Зозулині сльози яйцеподібні                            | Listera ovata (L.) R.Br.                                             | Неоцінений              | Судинні рослини |
| 36    | Зозулині черевички справжні                            | Cypripedium calceolus L.                                             | Вразливий               | Судинні рослини |
| 37    | Зозульки м'ясочервоні (пальчатокорінник м'ясочервоний) | Dactylorhiza incarnata (L.) Soy s.l.                                 | Вразливий               | Судинні рослини |
| 38    | Зозульки плямисті (пальчатокорінник плямистий)         | Dactylorhiza maculata (L.) Soό s.l.                                  | Вразливий               | Судинні рослини |
| 39    | Зозульки травневі (пальчатокорінник травневий)         | Dactylorhiza majalis (Rchb.) P.F.Hunt et Summerhayes s.l.            | Рідкісний               | Судинні рослини |
| 40    | Зозульки Фукса (пальчатокорінник Фукса)                | Dactylorhiza fuchsii (Druce) Soy                                     | Неоцінений              | Судинні рослини |
| 41    | Клокичка периста                                       | Staphylea pinnata L.                                                 | Рідкісний               | Судинні рослини |
| 42    | Ковила волосиста                                       | Stipa capillata L.                                                   | Неоцінений              | Судинні рослини |
| 43    | Ковила Лессінга                                        | Stipa lessingiana Trin. et Rupr.                                     | Неоцінений              | Судинні рослини |
| 44    | Ковила найкрасивіша                                    | Stipa pulcherrima K. Koch                                            | Вразливий               | Судинні рослини |
| 45    | Ковила пірчаста                                        | Stipa pennata L.                                                     | Вразливий               | Судинні рослини |
| 46    | Кололеженея Россетта                                   | Cololejeunea rossettiana (C.Massal.) Schiffn.                        | Рідкісний               | Мохоподібні     |
| 47    | Коральковець тричінадрізаний                           | Corallorhiza trifida Chätel.                                         | Рідкісний               | Судинні рослини |
| 48    | Коручка болотна                                        | Epipactis palustris (L.) Crantz                                      | Вразливий               | Судинні рослини |
| 49    | Коручка пурпурова                                      | Epipactis purpurata Smith                                            | Рідкісний               | Судинні рослини |
| 50    | Коручка темно-червона                                  | Epipactis atrorubens (Hoffm. ex Bernh.) Besser                       | Вразливий               | Судинні рослини |
| 51    | Коручка чемерникоподібна (коручка широколиста)         | Epipactis helleborine (L.) Crantz                                    | Неоцінений              | Судинні рослини |
| 52    | Косарики черепитчасті                                  | Gladiolus imbricatus L.                                              | Вразливий               | Судинні рослини |
| 53    | Костриця різнолиста                                    | Festuca heterophylla Lam.                                            | Вразливий               | Судинні рослини |
| 54    | Лещиця дністровська                                    | Gypsophila thyraica Krasnova                                         | Вразливий               | Судинні рослини |
| 55    | Лілія лісова                                           | Lilium martagon L.                                                   | Неоцінений              | Судинні рослини |
| 56    | Лобарія легеневоподібна                                | Lobaria pulmonaria (L.) Hoffm.                                       | Вразливий               | Лишайники       |
| 57    | Ломикамінь болотний                                    | Saxifraga hirculus L.                                                | Вразливий               | Судинні рослини |
| 58    | Ломикамінь зернистий                                   | Saxifraga granulata L.                                               | Зникаючий               | Судинні рослини |
| 59    | Любка дволиста                                         | Platanthera bifolia (L.) Rich.                                       | Неоцінений              | Судинні рослини |
| 60    | Любка зеленоквіткова                                   | Platanthera chlorantha (Cust.) Rchb.                                 | Рідкісний               | Судинні рослини |
| 61    | Льон бесарабський                                      | Linum basarabicum (Savul. et Rayss) Klokov ex Juz.                   | Неоцінений              | Судинні рослини |
| 62    | Меч-трава болотна                                      | Cladium mariscus (L.) Pohl s.l.                                      | Вразливий               | Судинні рослини |
| 63    | Місячниця оживаюча (лунарія оживаюча)                  | Lunaria rediviva L.                                                  | Неоцінений              | Судинні рослини |
| 64    | Молочай волинський                                     | Euphorbia volhynica Besserex Racib.                                  | Рідкісний               | Судинні рослини |
| 65    | Надбородник безлистий                                  | Epipogium aphyllum Sw.                                               | Зникаючий               | Судинні рослини |
| 66    | Неотінея обпалена (зозулинець обпалений)               | Neotinea ustulata (L.) R.M. Bateman, Pridgeon et M.W. Chase          | Зникаючий               | Судинні рослини |
| 67    | Нефрома рівна                                          | Nephroma parile Ach.                                                 | Вразливий               | Лишайники       |
| 68    | Осока біла                                             | Carex alba Scop.                                                     | Зникаючий               | Судинні рослини |
| 69    | Осока богемська                                        | Carex bohemica Schreb.                                               | Вразливий               | Судинні рослини |
| 70    | Осока Буксбаума                                        | Carex buxbaumii Wahlenb.                                             | Вразливий               | Судинні рослини |
| 71    | Осока Девелла                                          | Carex davalliana Smith                                               | Вразливий               | Судинні рослини |
| 72    | Осока затінкова                                        | Carex umbrosa Host                                                   | Неоцінений              | Судинні рослини |
| 73    | Півники сибірські                                      | Iris sibirica L.                                                     | Вразливий               | Судинні рослини |
| 74    | Підсніжник білосніжний (підсніжник звичайний)          | Galanthus nivalis L.                                                 | Неоцінений              | Судинні рослини |
| 75    | Плавун щитолистий                                      | Nymphoides peltata (S.G.Gmel.) Kuntze                                | Вразливий               | Судинні рослини |
| 76    | Плаун річний                                           | Lycopodium annotinum L.                                              | Вразливий               | Судинні рослини |
| 77    | Плаунець заплавний (лікоподієлла заплавна)             | Lycopodiella inundata (L.) Holub                                     | Рідкісний               | Судинні рослини |
| 78    | Плодоріжка блощична (зозулинець блощичний)             | Anacamptis coriophora (L.) R.M. Bateman, Pridgeon et M.W. Chase s.l. | Вразливий               | Судинні рослини |
| 79    | Плодоріжка пірамідальна (анакампт пірамідальний)       | Anacamptis pyramidalis (L.) Rich.                                    | Вразливий               | Судинні рослини |
| 80    | Плодоріжка салепова (зозулинець салеповий)             | Anacamptis morio (L.) R.M. Bateman, Pridgeon et M.W. Chase           | Вразливий               | Судинні рослини |
| 81    | Пухирник малий                                         | Utricularia minor L.                                                 | Вразливий               | Судинні рослини |
| 82    | Пухирник середній                                      | Utricularia intermedia Hayne                                         | Вразливий               | Судинні рослини |
| 83    | Ранник весняний                                        | Scrophularia vernalis L.                                             | Вразливий               | Судинні рослини |
| 84    | Росичка англійська (росичка довголиста)                | Drosera anglica Huds.                                                | Вразливий               | Судинні рослини |
| 85    | Росичка середня                                        | Drosera intermedia Hayne                                             | Вразливий               | Судинні рослини |
| 86    | Рутвиця смердюча                                       | Thalictrum foetidum L.                                               | Зникаючий               | Судинні рослини |
| 87    | Рябчик гірський                                        | Fritillaria montana Hoppe                                            | Зникаючий               | Судинні рослини |
| 88    | Сальвінія плаваюча                                     | Salvinia natans (L.) All.                                            | Неоцінений              | Судинні рослини |
| 89    | Сашник іржавий                                         | Schoenus ferrugineus L.                                              | Вразливий               | Судинні рослини |
| 90    | Сверція багаторічна (бешишниця багаторічна)            | Swertia perennis L.                                                  | Вразливий               | Судинні рослини |
| 91    | Ситник бульбистий                                      | Juncus bulbosus L.                                                   | Вразливий               | Судинні рослини |
| 92    | Сквамарина щетиниста                                   | Squamarina cartilaginea (With.) P. James in D. Hawksw. et al.        | Рідкісний               | Лишайники       |
| 93    | Сон великий                                            | Pulsatilla grandis Wender.                                           | Вразливий               | Судинні рослини |
| 94    | Сон лучний (сон чорніючий, сон богемський)             | Pulsatilla pratensis (L.) Mill. s.l.                                 | Неоцінений              | Судинні рослини |
| 95    | Сон розкритий                                          | Pulsatilla patens (L.) Mill. s.l.                                    | Неоцінений              | Судинні рослини |
| 96    | Товстянка звичайна                                     | Pinguicula vulgaris L.                                               | Вразливий               | Судинні рослини |
| 97    | Фіалка біла                                            | Viola alba Besser                                                    | Рідкісний               | Судинні рослини |
| 98    | Цибуля ведмежа (черемша)                               | Allium ursinum L.                                                    | Неоцінений              | Судинні рослини |
| 99    | Цибуля коса                                            | Allium obliquum L.                                                   | Зникаючий               | Судинні рослини |
| 100   | Цибуля круглонога                                      | Allium sphaeropodum Klokov                                           | Вразливий               | Судинні рослини |
| 101   | Цибуля пряма                                           | Allium strictum Schrad.                                              | Рідкісний               | Судинні рослини |
| 102   | Часник переодягнений                                   | Allium pervestitum Klokov                                            | Зникаючий               | Судинні рослини |
| 103   | Чина гладенька                                         | Lathyrus laevigatus (Waldst. et Kit.) Fritsch                        | Рідкісний               | Судинні рослини |
| 104   | Чина ряба, чина венеціанська                           | Lathyrus venetus (Mill.) Wohlf.                                      | Вразливий               | Судинні рослини |
| 105   | Шавлія кременецька                                     | Salvia cremenecensis Bess.                                           | Рідкісний               | Судинні рослини |
| 106   | Шафран Гейфелів                                        | Crocus heuffelianus Herb.                                            | Неоцінений              | Судинні рослини |
| 107   | Шейхцерія болотна                                      | Scheuchzeria palustris L.                                            | Вразливий               | Судинні рослини |
| 108   | Шиверекія подільська                                   | Schivereckia podolica (Besser) Andrz. ex DC.                         | Неоцінений              | Судинні рослини |
| 109   | Шоломниця весняна                                      | Scutellaria verna Besser                                             | Рідкісний               | Судинні рослини |
| 110   | Шолудивник королівський                                | Pedicularis sceptrum-carolinum L.                                    | Вразливий               | Судинні рослини |
| 111   | Язичник сибірський (буковинський, український)         | Ligularia sibirica Cass.                                             | Вразливий               | Судинні рослини |
| 112   | Язичник сивий                                          | Ligularia glauca (L.) J.Hoffm.                                       | Зникаючий               | Судинні рослини |
| 113   | Ясенець білий                                          | Dictamnus albus L.                                                   | Рідкісний               | Судинні рослини |